# Поче
Поче (словен. Poče, итал. Poce) је насељено место у општини Церкно, Горишка регија, Словенија.

## Историја
До територијалне реорганизације у Словенији било је у саставу старе општине Идрија.

## Становништво
У попису становништва из 2011. године, Поче је имало 88 становника.
| Број становника према пописима | Број становника према пописима | Број становника према пописима |
| ------------------------------ | ------------------------------ | ------------------------------ |
| 1991                           | 2002                           | 2011                           |
| 135                            | 82                             | 88                             |

Напомена: Године 1996. смањен за део насеља који је проглашен за ново самостално насеље Лазница.